# فانوس‌ماهی درازجثه

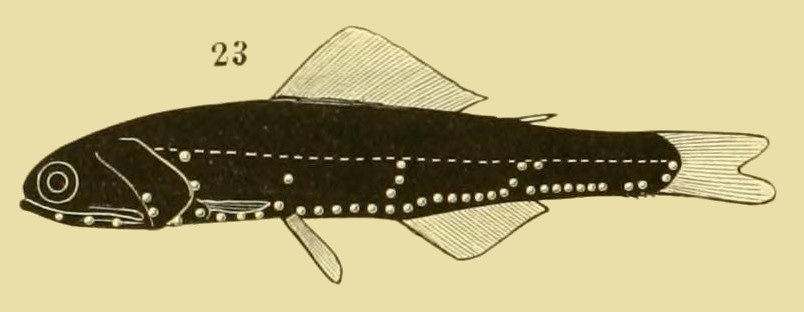
ماهی دراز جثه

فانوس‌ماهی درازجثه (نام علمی: Notoscopelus elongatus) نام یک گونه از تیره فانوس‌ماهی است.